# Polymanga
Polymanga est une convention en Suisse romande consacrée à la culture populaire, aux mangas et aux jeux vidéo. Depuis 2013, la convention se déroule tous les ans à Pâques au centre des congrès de Montreux.

## Historique
Créée en 2005 sur le campus de l’École polytechnique fédérale de Lausanne (EPFL) par la commission de l'AGEPoly PolyJapan (d’où son nom), la convention a accueilli à cette époque plus de 6 000 visiteurs. La convention quitte l'EPFL et déménage ensuite à Palexpo à Genève où elle a accueilli 8 000 visiteurs et à partir de 2007, elle emménage dans le Palais de Beaulieu à Lausanne, David Heim, le fondateur de Polymanga refusant d'intégrer le Salon du livre. Pour l'édition 2013, la convention quitte Lausanne et déménage à Montreux au 2m2c où elle atteindra les 35 000 visiteurs,. En 2018, pour sa quatorzième édition, la convention a accueilli 41 000 personnes, en 2023 elle franchit la barre des 50 000,.
En 2024, en raison de travaux de rénovation du 2m2c, le festival a lieu exceptionnellement au Palais de Beaulieu, à Lausanne,.